# Rosa Regàs
Rosa Regàs Pagés (Barcelona, 11 de noviembre de 1933 - Llufríu, Palafrugell, 17 de julio de 2024) fue una escritora, traductora y editora española, ganadora de múltiples premios y reconocimientos, entre otros, el Premio Nadal, el Premio Planeta, el Premio Biblioteca Breve, el Premios Ciudad de Barcelona, el Premio José Luis Sampedro y la Legión de Honor francesa. Entre 2004 y 2007 fue directora de la Biblioteca Nacional de España.

## Biografía
Nació en Barcelona en 1933, en una familia republicana. Fue hija del dramaturgo Xavier Regàs i Castells y de Mariona Pagès. Hermana de Xavier Regàs, decorador, de Georgina Regàs, cocinera y escritora, y de Oriol Regàs, promotor cultural.
Pasó la guerra civil en Francia hasta su conclusión, cuando ella tenía seis años, asistió a la escuela que el pedagogo francés Célestin Freinet y su esposa tenían en Vence. A su vuelta, los abuelos la llevaron a un internado de las monjas dominicas.
Estudió Filosofía y Letras y se licenció en la especialidad de Filosofía por la Universidad de Barcelona. Se casó en 1951 con el industrial y fotógrafo  Eduard Omedes Rogés, del que se divorció después y con el cual tuvo cinco hijos: Eduard Omedes Regàs, Anna, David, Loris y Mariona Omedes Regàs.
De 1964 a 1970, antes de convertirse en escritora, trabajó en la editorial Seix Barral. En 1970 fundó la editorial La Gaya Ciencia orientada a libros de literatura, política, economía, filosofía, poesía y arquitectura. También creó las revistas Arquitecturas Bis (1973-1985) y Cuadernos de la Gaya Ciencia (1976) y, orientado a la literatura infantil, Ediciones Bausán.
También en 1976, creó la Biblioteca de Divulgación Política una serie de ensayos didácticos breves sobre conceptos políticos que en aquel momento movilizaban a la opinión pública que contó con firmas como Felipe González, Santiago Carrillo, Enrique Tierno Galván o José Luis López Aranguren.
De 1983 a 1994, fue traductora independiente para la Organización de las Naciones Unidas en las sedes de Ginebra, Nueva York, Nairobi, Washington, París, etc.
Entre 1994 y 1998, dirigió el Ateneo Americano de la Casa de América de Madrid y, de 2003 a 2007, fue directora general de la Biblioteca Nacional de España.
En 2002, pronunció el pregón de la Feria de la Vendimia de Mollina. En 2005, fue la encargada de realizar el pregón de las Fiestas de la Merced de Barcelona, con un discurso en el que reivindicó una ciudad tolerante y cívica. El 18 de noviembre de 2005 recibió la Orden de la Legión de Honor de la República Francesa en grado de chevalier y el 30 de noviembre la Generalidad de Cataluña le concedió la Cruz de San Jordi. En 2021 recibió el Premio AMEIS de Plata, otorgado por la Asociación de Mujeres Escritoras e Ilustradoras, un reconocimiento literario que se otorga a las mujeres que abrieron el camino en la literatura.
Fue jurado de diferentes certámenes, como el Premio Príncipe de Asturias de las Artes y las Letras, Premio Internacional Alfaguara de Novela, Premio Ortega y Gasset de Periodismo, Premio Biblioteca Breve, Premio Joven de Narrativa de la Fundación General de la Universidad Complutense de Madrid, Premio Planeta de Novela, Premio Café Gijón, Premio Antonio Machado o el Premio BUBOK de creación literaria.
En 2024 vivió en el campo, en la provincia de Gerona, y se dedicaba a escribir y a otras actividades relacionadas con la literatura, el periodismo y su compromiso social. 
Murió el 17 de julio de 2024 a los 90 años de edad, en su residencia de Llufríu.

## Actividad como escritora
En 1987, publicó su primera obra Ginebra, un ensayo-guía. Lo hizo a propuesta de Carlos Trías Sagnier, que entonces dirigía la colección "Ciudades" de Ediciones Destino, escribió Ginebra, un ensayo sobre la capital calvinista del lago Lemán y sus peculiares habitantes.[cita requerida]
En 1991 publicó Memoria de Almator, su primera novela, en la cual una mujer extremadamente protegida por su padre, su marido y su amante acaba tomando las riendas de su vida. En 1994 ganó el Premio Nadal con la novela Azul, una historia de amor y de mar que le abrió las puertas del gran público. Le siguieron Viaje a la luz del Cham (1995), narración de la estancia de la escritora en Siria, y Luna Lunera (1999), novela de estilo autobiográfico que transcurre en Barcelona durante la posguerra y por la cual le fue otorgado el Premio Ciudad de Barcelona de Narrativa.
En el año 2001, ganó la 50.ª edición del Premio Planeta con una novela de intriga, La canción de Dorotea, en que se narran los descubrimientos que una profesora de biología molecular hace en una casa de campo que había heredado de su padre. En 2004 publicó Diario de una abuela de verano, novela que le dio notoriedad al ser adaptada a televisión en una serie del mismo título y en la que Rosa María Sardà interpretaba a Regàs.
También publicó una serie de memorias en tres tomos, Entre el sentido común y el desvarío, Una larga adolescencia y Amigos para siempre. Desde principio de los noventa colaboró regularmente en diarios y revistas con sus artículos, además de su trabajo como conferenciante y activista en movimientos solidarios y reivindicativos de los derechos humanos.

## Cargos públicos
En 1994 fue nombrada directora del Ateneo Americano de la Casa de América de Madrid, cargo del que dimitió en mayo de 1998.
El 14 de mayo de 2004 fue nombrada directora general de la Biblioteca Nacional de España por la ministra de Cultura, Carmen Calvo, cargo que ocupó desde 2004 hasta 2007.
De entre los resultados obtenidos se pueden citar la creación de la Biblioteca Digital Hispánica, la creación de una sala multimedia con acceso a los fondos digitales, la creación del Museo de la Biblioteca Nacional, un nuevo impulso a las actividades y actos culturales, además de reforzar la estructura de gestión. La nueva política de apertura al público comportó la duplicación de visitantes y un crecimiento de un 300 % de carnés en 2006.
Pero durante su mandato también se produjeron algunos importantes errores derivados de la gestión, como el robo de dos mapamundis de gran valor, que formaban parte de la Cosmografía de Ptolomeo, en su edición incunable de 1482, y la hoja XIV del Incunable 793 de San Isidoro, Arzobispo de Sevilla, correspondiente a las Etymologiae, primera edición impresa en 1472 por Guntherus Zainer.
Asimismo fue bastante polémica su propuesta de retirar la estatua de Marcelino Menéndez Pelayo, icónico director de la Biblioteca Nacional entre julio de 1898 y junio de 1912, del lugar que ocupa en el vestíbulo principal de la misma. Una medida que Regàs presentó dentro del plan de modernización de la institución que se había propuesto (el objetivo, según ella, era liberar espacio en esa zona de la Biblioteca), pero que fue interpretada por la oposición política y algunos sectores sociales como un gesto de censura contra el polígrafo cántabro, dada la militancia izquierdista reconocida de la escritora catalana y el acendrado conservadurismo del primero. Ante las resistencias que se produjeron y los informes técnicos negativos, Regàs acabó renunciando al proyecto.
Después de la salida de Carmen Calvo del ejecutivo de Zapatero, el nuevo Ministro de Cultura, César Antonio Molina, la acusó en su primer encuentro de no haber hecho nada por mejorar la gestión de la institución, motivo por el cual presentó su dimisión alegando falta de confianza con el ministro. Su gestión, centrada en la modernización de la institución, había recibido críticas de algunos trabajadores y estuvo en el punto de mira de la oposición, tras lo cual recibió el respaldo del Patronato de la Biblioteca Nacional. Tras su dimisión y con la repercusión mediática creada por la desaparición de documentos, las diferencias con el nuevo ministro se hicieron más evidentes y crearon un agrio cruce de acusaciones.

## Reconocimientos
- 1994 - Premio Nadal por Azul.[5]
- 1999 - Premio Ciudad de Barcelona de Narrativa por Luna lunera.
- 2001 - Premio Planeta por La canción de Dorotea.[5]
- 2005 - Premio Ciudad de Barcelona
- 2005 - Cruz de San Jordi[5]
- 2005 - Legión de Honor del gobierno francés[5]
- 2013 - Premio Biblioteca Breve 2013 por la novela Música de Cámara.[30][31]
- 2021 - Premio AMEIS de Plata

## Obras

### Novelas
- Memoria de Almator (1991)
- Azul (1994)
- Luna lunera (1999)
- La canción de Dorotea (2001)
- Diario de una abuela de verano. El paso del tiempo (2004)
- Música de cámara (2013)

### Relatos
- Pobre corazón (1996)
- Sombras, nada más (1998)
- Hi havia una vegada (2001)
- Viento armado (2006)

### Memorias
- Entre el sentido común y el desvarío (2014)
- Una larga adolescencia (2015)
- Amigos para siempre (2016)

### Ensayos
- Ginebra (1987)
- Canciones de amor y de batalla (1995)
- Viaje a la luz del Cham (1995)
- Desde el mar (1997)
- España. Una nueva mirada (1997)
- Más canciones (1998)
- Sangre de mi sangre: la aventura de los hijos (1998)
- Per un món millor (2002)
- El valor de la protesta. El compromiso con la vida (2004)
- Volcanes dormidos. Un viaje por Centroamérica (2005)
- Memòries de la Costa Brava (2006)
- La hora de la verdad. Una mirada a la vejez (2010)
- Contra la tiranía del dinero (2012)